# アビリン・ネットワーク
アビリン・ネットワーク（Internet2 Network、Abilene Network）とは、インターネット2コミュニティによって作られた、アメリカ合衆国の高性能基幹通信網である。
現在ではインターネット2ネットワークとも呼ばれる。
1999年に毎秒2.5Gバイトの基幹の仕様が制定された。2003年に10Gbpsになり、2004年に認証された。2006年末、10Gbであらゆるノードを接続する計画の一つが実施された。多くの大学と企業の220人以上のメンバーおよびコロンビア群、プエルトリコがアビリンに参加した。
アビリンという名前の由来は計画の目標、見通し、およびカンザス州のアビリンが1860年代にアメリカの鉄道敷設のフロンティアだった事に由来する。鉄道の敷設と光ケーブルを張り巡らせる事が連想されている。当初は学術用として始まった計画だが、商業分野の事実上の標準となり普及することが期待されている。